# Galveston
För andra betydelser, se Galveston (olika betydelser).
Galveston är en ö i Galveston Bay och en stad i Galveston County i östra Texas i USA med 47 743 invånare (2010). Galveston är administrativ huvudort (county seat) i Galveston County.
Platsen är främst känd för Orkanen Galveston som härjade där den 8 september 1900, en av USA:s värsta naturkatastrofer. Mellan 6 000 och 12 000 personer omkom.
Ashton Villa i Galveston är listad i National Register of Historic Places och som historiskt landmärke i Texas. Galveston College ligger i staden.

## Kända personer från Galveston
- Clay Stone Briggs, politiker
- Matt Carpenter, basebollspelare
- Douglas Corrigan, flygare
- Larry Coryell, jazzgitarrist
- William H. Crain, politiker
- Katherine Helmond, skådespelare
- Kay Bailey Hutchison, politiker
- Jack Johnson, tungviktsboxare
- Kathy Keeler, roddare
- Liana Liberato, skådespelare
- Michael Sam, utövare av amerikansk fotboll
- John Stockwell, filmregissör och skådespelare
- Ron Taylor, skådespelare
- King Vidor, filmregissör
- Barry White, sångare

## Bilder

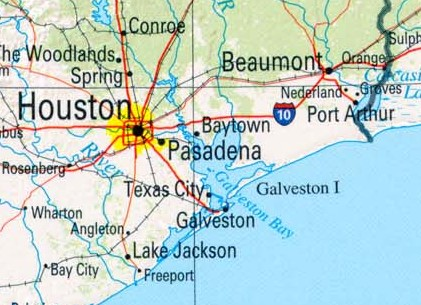
Galveston och Galvestonviken.
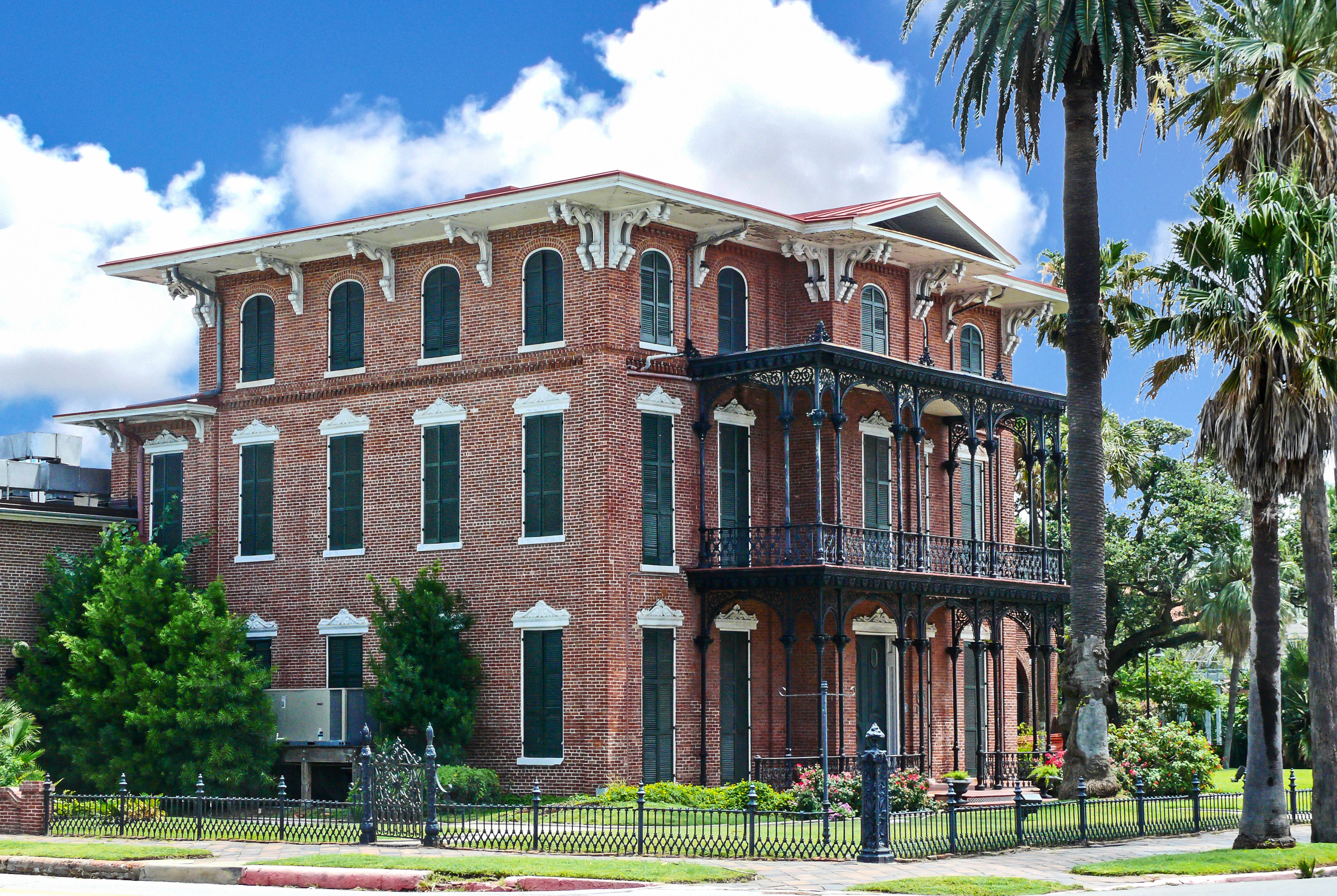
Ashton Villas balkong från vilken generalen Gordon Granger, som intog staden den 19 juni 1865, läste upp ordern om att alla slavar skulle friges.